# 227 (телесериал)
«227» (англ. 227) — американский комедийный телесериал, который транслировался на NBC с 14 сентября 1985 по 6 мая 1990 года. В ситкоме снялась Марла Гиббс в роли острой на язык домохозяйки и сплетницы Мэри Дженкинс, которая живёт в доме среднего класса в Вашингтоне, округ Колумбия. Шоу было основано на одноимённой пьесе 1978 года, где также выступала Гиббс. В ситкоме также снялись Хэл Уильямс и Реджина Кинг в ролях мужа и дочери персонажа Гиббс, соответственно. Джеки Гарри также снялась в шоу играя молодую и сексуально раскрепощённую соседку, а Хелен Мартин исполняла злобную соседку. Считается, что персонаж Гарри стал основным залогом успеха сериала, а Мартин получала лучшие реплики.
«227» добился наибольшего успеха в рейтингах среди других ситкомов с афроамериканским актёрским составом, после «Шоу Косби». В своём первом сезоне ситком занял двадцатую строчку в годовом рейтинге самых наблюдаемых шоу на телевидении. Во втором сезоне сериал достиг пика с четырнадцатой позицией в этом рейтинге, однако в ходе четвёртого сезона, из-за конфликта Гиббс с Гарри, последняя из них покинула шоу. Гарри кратко вернулась в пятом сезоне, однако рейтинги шоу значительно опустились, несмотря на добавление Пола Уинфилда, и канал закрыл сериал в 1990 году.
Хотя шоу никогда не достигало успеха у критиков, Джеки Гарри была отмечена рядом наград и номинаций. В 1987 году она стала первым афроамериканцем, выигравшем премию «Эмми» за лучшую женскую роль второго плана в комедийном телесериале. После завершения съёмок, ситком нашёл умеренный успех в синдикации, транслируясь на ряде кабельных сетей.